# Міша Левицький
Міша Левицький (25 травня 1898 — 2 січня 1941) —концерт-піаніст, композитор єврейського походження.

## Біографія
Левицкий народився в місті Кременчук, Україна (на той час входила до складу Російської імперії), у родині євреїв, що були натуралізованими американськими громадянами у зворотному напрямку до України. 
Грав на скрипці у трьохрічному віці, але незабаром у нього виник інтерес до фортепіано, яке він вивчав у Варшаві разом з Олександром Міхаловським. Дебютуваав у Антверпені у 1906 році.
У Нью-Йорку батько Левицького звернув увагу Вальтера Дамроша на свого сина. Дамрош допоміг Левицькому отримати стипендію в Інституті музичного мистецтва (нині Джуліардова школа). 
Навчався у Зигмунта Стойовського з 1907 по 1911 роки. 
У 1913 році Левицкий вступив до Берлінської вищої школи музики, де став наймолодшим учнем Ернста фон Донаньї. 
Нагороджений премією Мендельсона у 1915 році. 
Дебютував в Америці у Нью-Йорку 17 жовтня 1916 року в Еоліан-Холі. Згодом оселився у США та отримав громадянство.  
Левицкий проводив концерти по всьому світу до самої смерті. Гастролював у США, Австралії, Новій Зеландії та Азії, прославившись виступами в романтичному репертуарі. У 1917 році був обраний почесним членом альфа-відділу братства Пхі Му Альфа Сінфонія в консерваторії в Новій Англії.
Переписав численні п'єси для фортепіано, підготував каденцу до Третього фортепіанного концерту Бетховена і написав невеличкі п'єси для фортепіано. Серед його найпопулярніших композицій для фортепіано «Зачарована німфа», «Вальс в А», «Вальс-циган» і «гавот».
У 1920-х роках багато записував для компанії AMPICO Piano Roll Company.
Раптово помер від серцевого нападу в 42-річному віці у 1941 році в своєму будинку в Ейвон-бай-Сі-Сі, штат Нью-Джерсі.
Роботи Левицького зберігаються в Нью-Йоркській публічній бібліотеці сценічного мистецтва.

## Вибрані композиції
- Концерт вальсу, ор.1 (1924)
- Valse, ор. 2 (1921)
- Гавот, ор. 3 (1923)
- Ах, ти коханий, op. 4 (1929)
- Arabesque valsante, Oр. 6 (1934)
- Valse Tzigane, ор.7 (1935)
- Танець ляльки, oр. 8 (1937)
- Ти пам'ятаєш?, ор. 9 (1940)
- Зачарована німфа (1928)

## Зовнішні посилання
- Міша Левіцкі працює в музичному відділі [Архівовано 16 травня 2008 у Wayback Machine.] Нью-Йоркської публічної бібліотеки сценічних мистецтв .
- Наксос
- Free scores by Mischa Levitzki
- Зачарована німфа, написана та зіграна Мішкою Левіцкі.mp3 - Файл, спільний з Box.net - Безкоштовне Інтернет-сховище файлів на www.box.net